# Fansub
Unter Fansubs (Kunstwort aus engl. fan und subtitle, Untertitel) versteht man fremdsprachige Film- oder TV-Produktionen, die von Fans in Eigenarbeit mit Untertiteln versehen und verbreitet werden.

## Entwicklung und Verbreitungswege
Fansubs entstanden erstmals etwa Mitte der 1980er-Jahre (z. B. ist der erste englischsprachige Anime-Fansub im Jahr 1986 nachgewiesen) und wurden zunächst noch hauptsächlich in Form vielfach kopierter VHS-Kassetten weitergegeben, ab Anfang der 1990er-Jahre dann zunehmend als selbst gebrannte CD-ROMs. Die Übergabe erfolgte persönlich oder per Post.
Etwa ab Ende der 1990er-Jahre haben sich Produktion und Verbreitung von Fansubs zunehmend ins Internet verlagert. Solche oftmals von multinationalen Gruppen produzierten und unter anderem via P2P (z. B. über BitTorrent) verbreiteten „Digital Fansubs“ sind auch als DigiSubs bekannt.

## Anspruch
Teilweise folgen die Fansubber einem Verhaltenskodex, dessen Grundidee es ist, dass Fansubs nicht mit kommerziellen Veröffentlichungen konkurrieren sollen. Im Zuge dessen fordern dann jene Fansub-Ersteller, dass ihre Fansubs gratis oder zum Selbstkostenpreis abgegeben werden, die Verbreitung eingestellt wird, sobald das Werk in der betreffenden Sprache kommerziell verfügbar wird, oder auch, dass das Original gekauft wird, sobald es im Handel erhältlich ist.
In ihrer Qualität verfolgen Fansubgruppen oft den Anspruch, näher am Original und unverfälschter zu sein als kommerzielle Lokalisationen. Das ist mitunter aber auch nur ein Trugschluss, der davon ausgeht, Fanaktivitäten seien dem Original per se treuer.

## Rechtliche Situation
Rechtlich gesehen stellen Fansubs, wenn keine Erlaubnis des Rechteinhabers vorliegt, eine nicht-genehmigte Veränderung bzw. Verbreitung von urheberrechtlich geschütztem Material dar und sind dann illegal – auch dann, wenn das Original im entsprechenden Sprachraum noch nicht lizenziert wurde.

### Fansubs von japanischen Anime
Bei japanischen Anime fordern Lizenznehmer immer häufiger von sich aus zur Einstellung der Verbreitung von Fansubs auf. Es gibt auch Fälle, in denen Lizenznehmer nicht nur gegen das zur Verfügung stellen, sondern auch gegen das Herunterladen von Anime-Fansubs rechtlich vorgehen.
In der Vergangenheit tolerierten die japanischen Anime-Urheberrechtsinhaber die Verfügbarkeit von Fansubs stillschweigend, da man sie als Steigerung des Bekanntheitsgrades betrachtete und ein rechtliches Vorgehen als zu kompliziert und kostenintensiv angesehen wurde. Im Dezember 2004 forderte jedoch das japanische Anime-Studio Media Factory Inc. unter Ankündigung rechtlicher Schritte US-amerikanische Fansub-Ersteller auf, keine weiteren Fansubs seiner Serien mehr zu produzieren, und im Dezember 2006 verlangte ein Konsortium der japanischen Unterhaltungsindustrie vom Videoportal YouTube, durch japanisches Copyright geschütztes Bild- und Filmmaterial von der Seite zu entfernen. Im Oktober 2007 bat die japanische Regierung die US-amerikanische Regierung offiziell um Unterstützung beim Vorgehen gegen die Verbreitung von Anime-Fansubs im Internet. (In Japan selbst sind Fansubs gesetzeswidrig: So wurde dort im Dezember 2008 erstmals ein Japaner, der einen aktuellen US-amerikanischen Kinofilm mit japanischen Untertiteln versehen und kostenlos online verfügbar gemacht hatte, zu zwei Jahren Haft auf Bewährung verurteilt. Die Bewährungsfrist beträgt drei Jahre.)
Es gibt US-amerikanische Lizenzfirmen, die die Ansicht vertreten, dass Anime-Fansubs die amerikanische und japanische Anime-Industrie schädigen. Während japanische Anime-Zeichner und -Regisseure ihre Meinung über Anime-Fansubs früher nicht öffentlich machten, werden auch aus diesen Kreisen seit einiger Zeit Warnungen laut, dass die rasche und unbegrenzte Verbreitung von Fansubs der japanischen Anime-Industrie zunehmend wirtschaftlichen Schaden zufügt.
Die Einstellung zu Fansubs in der deutschen Anime-Industrie ist uneinheitlich: Der deutsche Lizenznehmer OVA Films sah eher ein Problem in illegal angebotenen so genannten „DVD-Rips“, also widerrechtlich erstellten und vertriebenen Kopien von offiziellen DVD-Veröffentlichungen. Tokyopop hingegen gab Anfang 2008 explizit Fansubs als Grund dafür an, nur noch offene Anime-Serien abzuschließen, aber bis auf weiteres keine neuen Serien mehr auf DVD zu veröffentlichen.
Im Jahr 2010 wurde die Anime Copyright Allianz (ACA) gegründet, die sich zum Ziel gesetzt hat, illegale Kopien in Deutschland lizenzierter Animes von Online-Plattformen zu entfernen. Zu diesem Zweck bietet der Webauftritt ein Meldeformular für entsprechende Videos. Bedeutsam für die Stellung der Fansubber ist hierbei, dass sich sowohl Vertreter der Animeindustrie als auch Fansub- und Animeportale sowie Fachmagazine gemeinsam für die Bekämpfung der illegalen Verbreitung lizenzierter Animes engagieren.
Ab 2014 verloren Fansubs im deutschsprachigen Raum immer mehr an Popularität. Dies ist unter anderem auch auf das vermehrte Lizenzieren im deutschsprachigen Raum zurückzuführen. Legale Anbieter, wie Crunchyroll, Anime on Demand, Wakanim und Clipfish (später Watchbox), verdrängten mit ihrem zum Teil kostenlosen Angebot immer mehr die Fansubs. Animes werden auf den Plattformen größtenteils als Simulcast angeboten oder um sieben Tage versetzt zum japanischen Release. Nachdem bekannt wurde, dass Crunchyroll gegen Deutsche Fansub-Gruppen vorgehe, die lizenzierte Crunchyroll-Animes subben, wurden immer weniger Fansubs veröffentlicht und mehrere Fansub-Gruppen lösten sich auf.